# Черствение

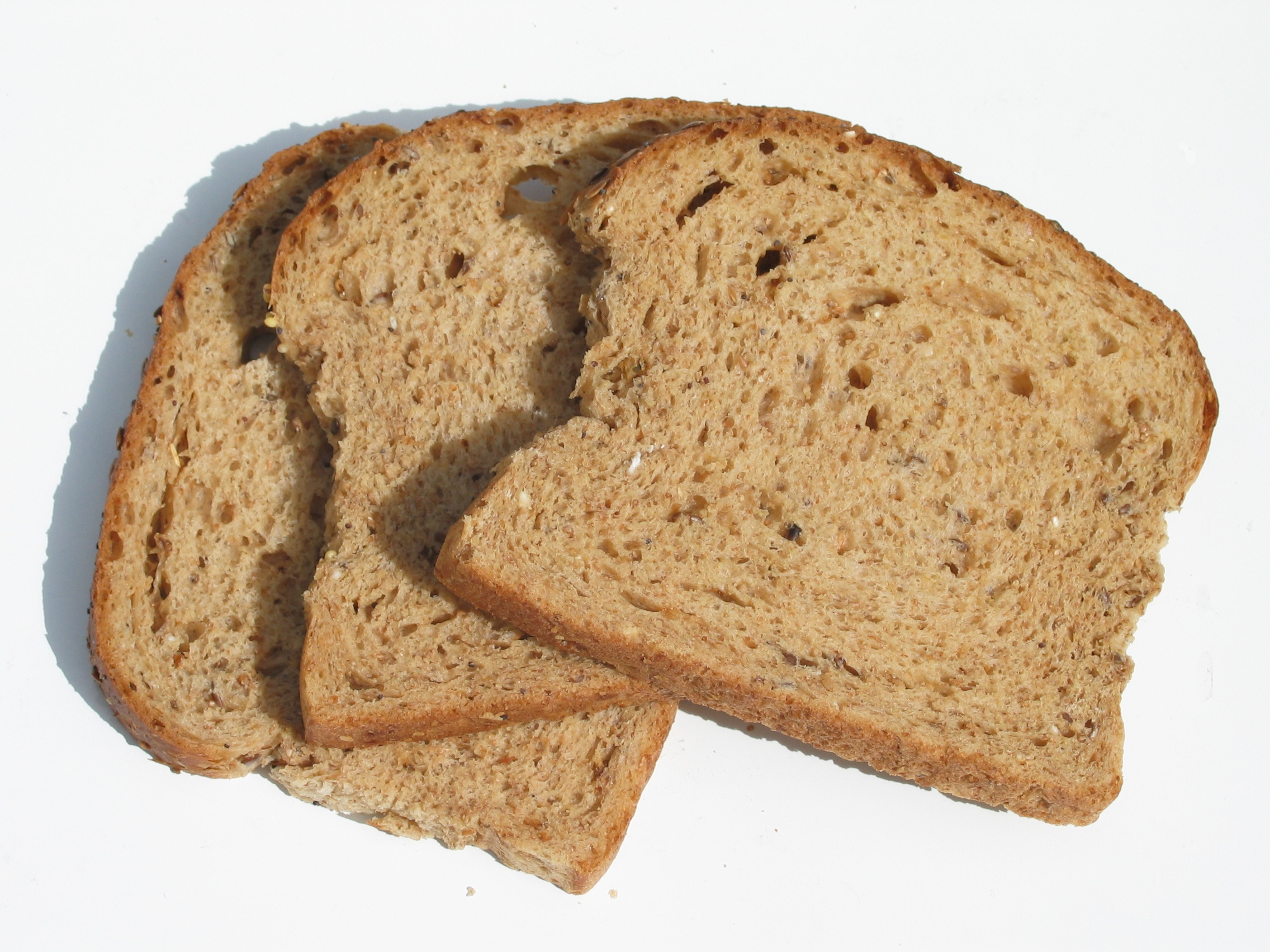
Чёрствый хлеб

Черствение, очерствение — химический и физический процесс, происходит с хлебом и другими подобными продуктами питания, что якобы снижает их привлекательность. 

## Механизм и эффекты
Черствение, вопреки общим представлениям, это не просто процесс высыхания из-за испарения . Хлеб зачерствеет даже во влажной среде, и этот процесс наиболее активно происходит при температуре чуть выше 0 °C  . Хлеб, хранящийся в холодильнике, будет черстветь значительно быстрее, поэтому его следует хранить при комнатной температуре. Однако замораживание отсрочивает рост плесени и продлевает срок годности хлеба.
Одним из важных механизмов является миграция влаги из гранул крахмала в промежуточное пространство, что приводит к ретроградации крахмала. Молекулы амилозы и амилопектина крахмала перегруппируются, приводя к рекристаллизации. В результате хлеб приобретает жесткую структуру.

## Противодействие
Среди веществ, противодействующих черствению хлеба, есть: глютен, ферменты и глицеролипиды, преимущественно моноглицериды и диглицериды.

## Применение в кулинарии
Собственно черствый хлеб является важным ингредиентом многих блюд, некоторые из которых были созданы именно из-за необходимости срочно использовать хлеб, когда он только начал черстветь. Примеры таких блюд: хлебный пудинг, хлебный соус, хлебный суп, скордалия, гарбюр, фондю, фаттуш , гренки, гаспачо, хаслет, водянка, французский тост, хлебные галушки и фламмадидл.
В кухне средневековья ломтики черствого хлеба использовали в качестве одноразовых тарелок, их называли "тренчерами".

## Восстановление
Черствый хлеб поддаётся частичному восстановлению путем нагревания до 60 °C в микроволновой или обычной печи. Однако, если его не употребить пока он еще теплый и влажный, хлеб станет ещё хуже, чем до восстановления из-за потери влаги.